# Стоян Димов
Стоян Димов (на гръцки: Στογιάννης, Στογιάννος Δήμου, Стоянис или Стоянос Диму) е гръцки революционер, герой от Гръцката война за независимост.

## Биография
Стоян Димов е роден в южномакедонския град Негуш (Науса). Най-малкият син е на Дели Димо. Участва в Негушкото въстание избухнало на 19 февруари 1822 година начело на отряд от 110 души с помощници Делиянакис и Михаил Пецавас. Отрядът му има за задача да отбранява северните подстъпи на града при Баня и Прахняни. След разгрома на Негушкото въстание Стоян Димов се присъединява към отряда на Димитриос Каратасос и взима участие в сраженията в Тесалия, Епир и Южна Гърция.